# 클리어워터 페스티벌

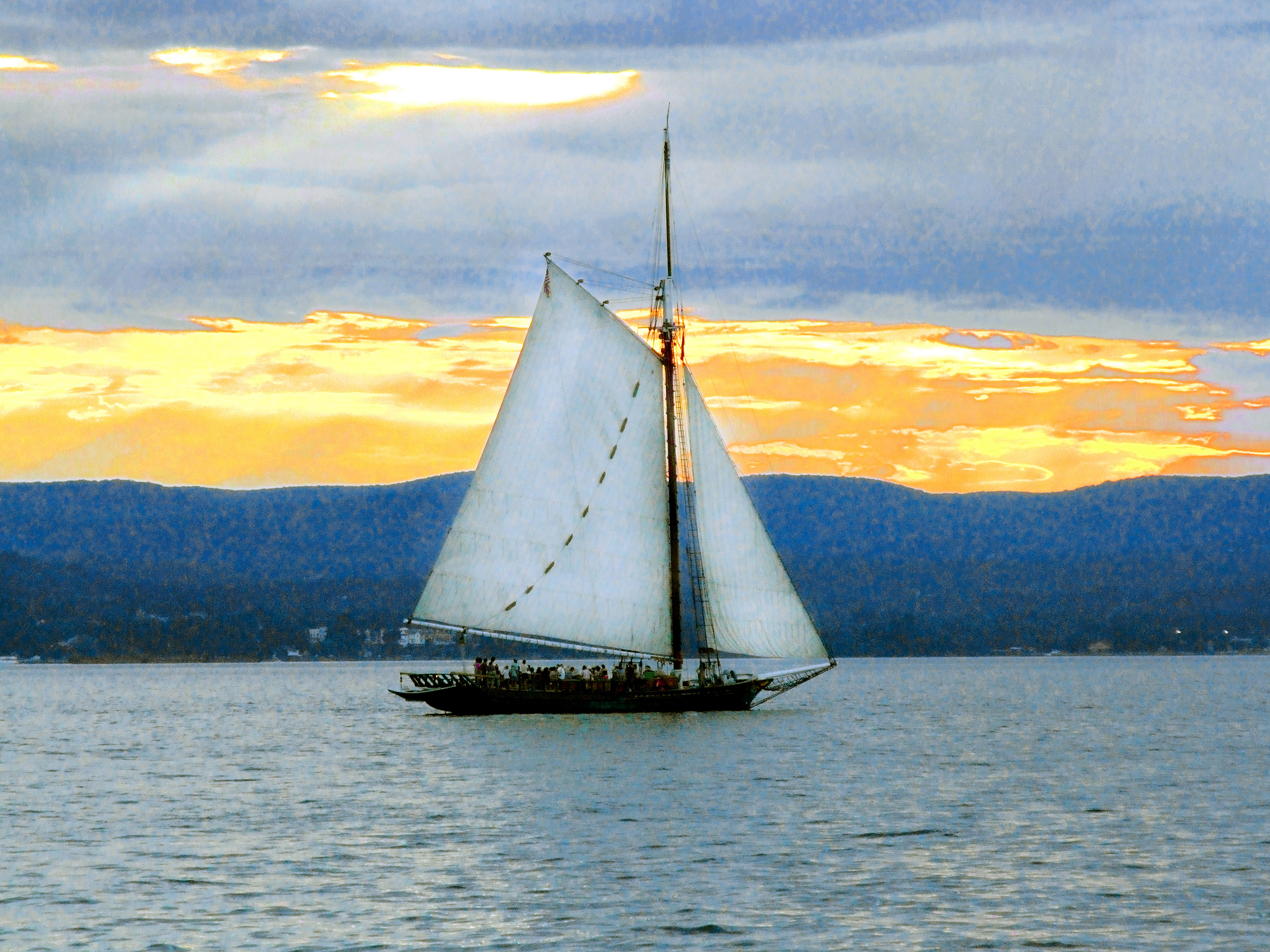
슬룹 클리어워터

클리어워터 페스티벌(Clearwater Festival, 공식 명칭: 그레이트 허드슨 리버 리바이벌, Great Hudson River Revival)은 음악과 환경이 어우러진 여름 축제로, 미국에서 가장 오래되고 규모가 큰 연례 축제이다. 이 특별한 행사는 30년 넘게 매년 6월 주말에 15,000명이 넘는 사람들을 맞이해 왔다. 모든 수익금은 501(c)(3) 비영리 환경 단체인 허드슨 강 슬루프 클리어워터(Hudson River Sloop Clearwater, Inc.)에 기부된다.
허드슨강을 기념하는 이 축제에는 싱어송라이터, 공연가, 음악가들이 참여하여 현대 음악, 전통 음악, 미국 루츠 음악, 댄스, 가족 엔터테인먼트, 스토리텔링 등 다채로운 즐거움을 선사한다. 음악과 댄스 외에도 심사를 거친 공예품 전시, 그린 리빙 엑스포(Green Living Expo), 워터프론트 작업, 환경 교육 프로그램, 그리고 관객 참여형 "서클 오브 송(Circle of Song)" 등 다채로운 프로그램이 주말 일정을 가득 채운다.
지속 가능한 바이오디젤을 연료로 사용하는 7개의 무대, 음식물 쓰레기 재활용, 자원봉사자 식사 준비, 후원사 선정 등 모든 비하인드 스토리는 지속 가능성과 사회적 책임을 염두에 두고 진행된다. 카풀, 자전거, 대중교통 이용을 권장한다. 축제 전체는 휠체어 이용이 가능하며 미국 수화 통역사가 상주한다. 클리어워터 축제는 미국 수화 통역사를 제공한 최초의 축제 중 하나였으며, 2011년 행사에는 16명이 참여했다. 또한, 20대의 휠체어와 모든 무대 앞 좌석을 포함한 장애인 편의시설을 갖추고 있다.
이 축제는 1966년 토시 시거와 그녀의 남편이자 포크 가수인 피트 시거에 의해 설립되었으며, 시거는 정기적으로 이 축제에서 공연을 가졌다. 수년간 공연해 온 아티스트로는 재니스 이언, 알로 거스리, 톰 팩스턴, 미셸 쇼크드, 티시 이노호사, 디지 길레스피, 폴 윈터, 오데타, 버피 세인트마리, 다르 윌리엄스, 스칼라이츠, 아니 디프랑코, 타지마할, 알하지 바이 콘테, 토시 리건, 크리스틴 라빈, 스티브 얼, 숀 콜빈, 조앤 오스본, 레일로드 어스, 도나 더 버팔로, 버크위트 자이데코, 조나사 브룩, 드라이브바이 트러커스, 인디고 걸스, 조시 리터, 수잔 베가, 조르마 카우코넨, 빌리 브래그, 데이비드 브롬버그, 피터 야로우, 더 로우 앤섬, 더 펠리스 브라더스, 펀치 브라더스, 투밥 크루, 더 포먼, 저스틴 타운스 얼 등이 있다.
2009년 이 축제는 슬루프 클리어워터호 진수 40주년, 피트 시거의 90번째 생일, 헨리 허드슨이 하프 문호를 타고 강을 거슬러 올라간 400주년 등 여러 가지 경사스러운 행사를 기념했다. 축제에 걸맞게, 오랜 역사를 자랑하는 포크 중심의 클리어워터 전통 아티스트들과 함께 이번 축제에 처음 선보이는 많은 신예 아티스트들이 참여했다. 2009년 첫 출연진으로는 베테랑 보컬 그룹 더 퍼슈에이전스(The Persuasions), 그레이스 포터 & 더 녹터널스(Grace Potter & The Nocturnals), 사이키델릭 록 밴드 닥터 독(Dr. Dog), 엘비스 퍼킨스 인 디어랜드(Elvis Perkins in Dearland), A.C. 뉴먼(A.C. Newman), 싱어송라이터 알레한드로 에스코베도(Alejandro Escovedo)와 앨리슨 무어러(Allison Moorer), 블루그래스/잼 밴드 올드 크로우 메디신 쇼(Old Crow Medicine Show)와 콘밀(Cornmeal), 그리고 이번 축제 최초의 힙합 밴드 리드넥스 포이트리 스쿼드(ReadNex Poetry Squad)가 있었다.
축제에서 허드슨 강의 중요성을 강조하기 위해 허드슨 강 슬루프 클리어워터는 카약, 노 젓기, 대형 선박 클리어워터, 미스틱 웨일러, 우디 거스리에서의 보트 타기 등 강변에서 즐길 수 있는 다양한 활동을 추가했다.